# Aeroportul Mokpo
Aeroportul Mokpo (IATA: MPK, ICAO: RKJM) este un aeroport din Mokpo⁠(d), Jeolla de Sud, Coreea de Sud. Aeroportul a fost tranzitat în 2007 de 13.761 de pasageri.
Situat la o altitudine de 7 m, aeroportul dispune de o singură pistă. Este operat de Republic of Korea Air Force⁠(d).